# Migron (Francja)
Migron – miejscowość i gmina we Francji, w regionie Nowa Akwitania, w departamencie Charente-Maritime.
Według danych na rok 1990 gminę zamieszkiwało 740 osób, a gęstość zaludnienia wynosiła 49 osób/km² (wśród 1467 gmin regionu Poitou-Charentes Migron plasuje się na 413. miejscu pod względem liczby ludności, natomiast pod względem powierzchni na miejscu 576.).